# Comuni aggregati a Milano

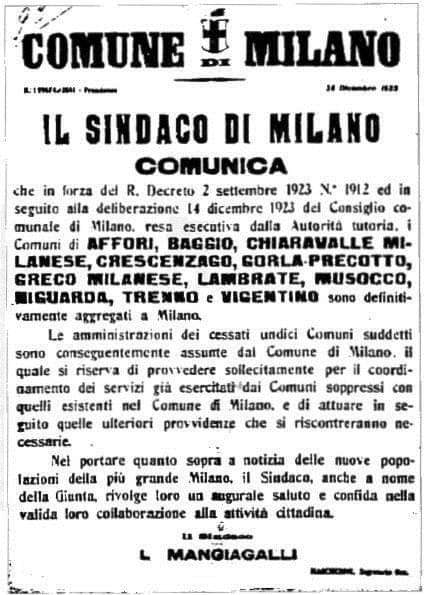
Il manifesto del 1923 che comunicava l'aggregazione a Milano dei comuni di Affori, Baggio, Chiaravalle Milanese, Crescenzago, Gorlaprecotto, Greco Milanese, Lambrate, Musocco, Niguarda, Trenno e Vigentino.

I comuni aggregati a Milano sono state delle municipalità autonome che con il tempo sono state accorpate al capoluogo lombardo perdendo l'autonomia amministrativa e divenendo semplici quartieri.
Tali processi di aggregazione avvennero in più fasi con alterne vicende, perché vi furono anche epoche in cui questi comuni riacquisirono, temporaneamente, la propria autonomia per poi venire successivamente riassorbite da Milano.

## Storia

### Il distacco dei Corpi Santi

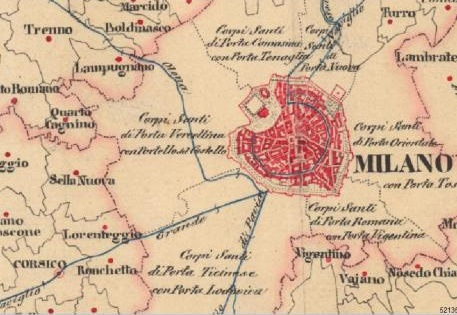
Mappa di Milano, del comune dei Corpi Santi (corrispondente al territorio intorno alla città meneghina) e dei suoi comuni limitrofi su una mappa precedente al 1873

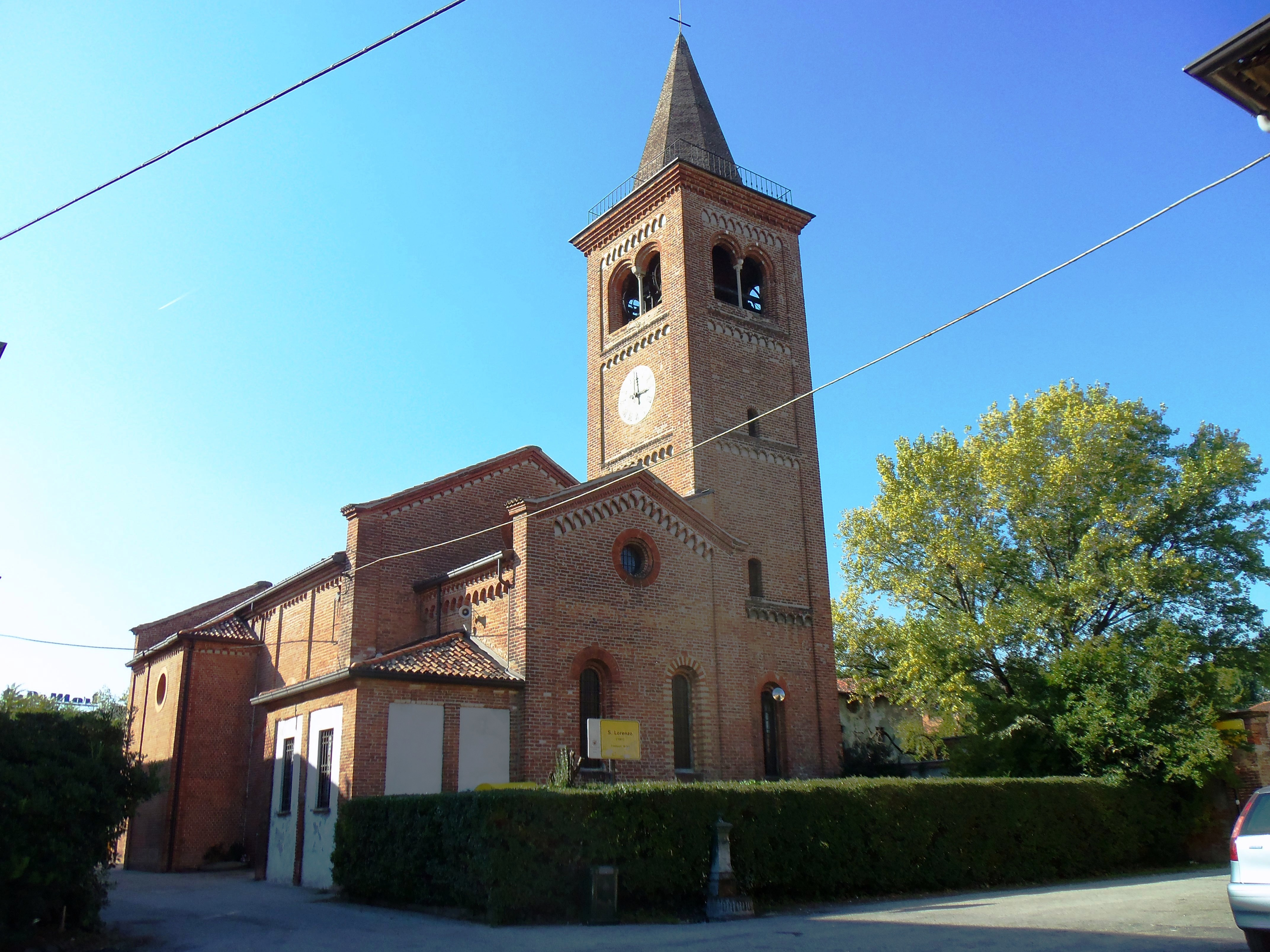
La chiesa di Monluè, una delle più antiche del comune dei Corpi Santi, che fu annesso a Milano nel 1873

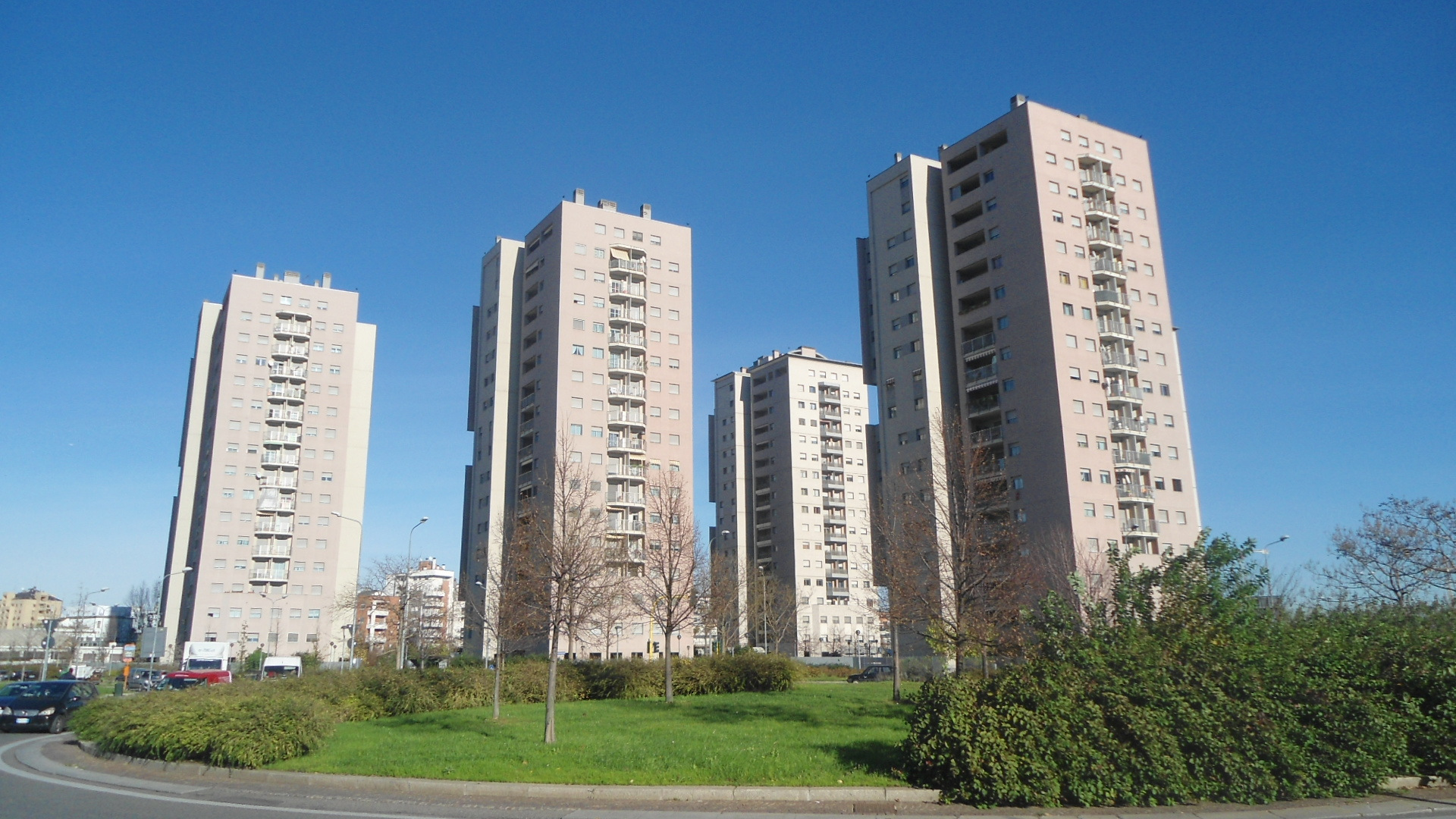
Quarto Oggiaro, che fu comune autonomo fino al 1757, quando fu annesso al comune di Musocco (quest'ultimo fu poi aggregato a Milano nel 1923)

Lo scorporo dei Corpi Santi dalla città di Milano fu previsto in origine dal comparto territoriale del Ducato di Milano emanato dall'imperatrice Maria Teresa il 10 giugno 1757, ma il governo austriaco preferì sospendere l'applicazione del provvedimento per la ferma opposizione della Congregazione del patrimonio, ossia il consiglio provinciale dell'epoca dominato dai rappresentanti cittadini.
Il comune dei Corpi Santi venne quindi istituito da suo figlio l'imperatore Giuseppe II con reale dispaccio del 21 luglio 1781, quando il nuovo sovrano decise di concedere meno spazio alle opposizioni conservatrici che avevano contrastato il programma illuminista di sua madre.
Il nuovo municipio venne attivato col capodanno del 1782, quando entrarono in carica i deputati, ossia i consiglieri comunali, il cancelliere ossia il segretario comunale, il sindaco, l'esattore e sei consoli, uno per ciascuna delle sei partizioni, corrispondenti alle sei porte cittadine, in cui il comune fu articolato ai fini della riscossione fiscale. Con la perdita del territorio extramurario, il Comune di Milano fu ridotto alle quattro miglia quadrate comprese nei bastioni.

### La parentesi napoleonica
Nel contesto generale delle guerre napoleoniche, il 14 luglio 1807 l'imperatore francese emanò un decreto volto alla riduzione dei comuni del novello Regno d'Italia onde sortire risparmi nei costi di gestione e favorire le spese militari. Fu così che il 9 febbraio 1808 fu promulgato il decreto che annetteva a Milano non solo i Corpi Santi, ma tutti i 35 comuni del circondario esterno posti nel raggio di 4 miglia dai bastioni, ossia entro le 5 miglia dalla piazza del Duomo. La città di Milano raggiunse in totale i 156 870 abitanti.
I municipi che furono soppressi erano:
- Affori
- Bicocca
- Boldinasco
- Casa Nova
- Chiaravalle
- Corpi Santi di Milano
- Crescenzago
- Dergano
- Garegnano
- Gorla
- Grancino
- Lambrate
- Lampugnano
- Linate
- Lorenteggio
- Macconago
- Morsenchio
- Musocco
- Niguarda
- Nosedo
- Poasco
- Precentenaro
- Precotto
- Quarto Cagnino
- Quinto Sole
- Redecesio
- Ronchetto
- San Gregorio Vecchio
- Segnano
- Sella Nuova
- Trenno
- Turro
- Vajano
- Vigentino
- Villapizzone

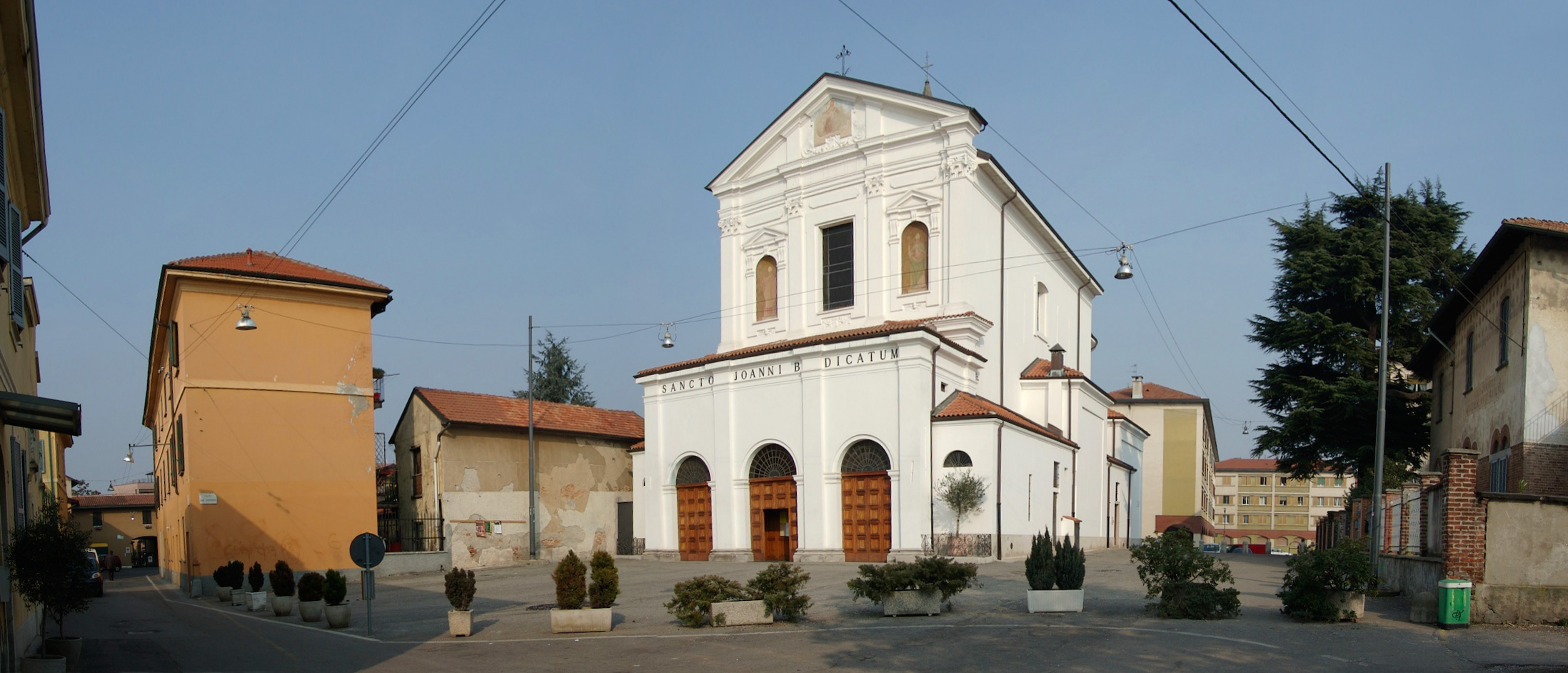
Trenno, che fu comune autonomo fino al 1923

Con il ritorno della dominazione austriaca tuttavia, fu emanata la notificazione del 12 febbraio 1816 con la quale i 35 comuni ritornarono autonomi e Milano tornò a coincidere con la cerchia dei bastioni.

### Le riforme ottocentesche

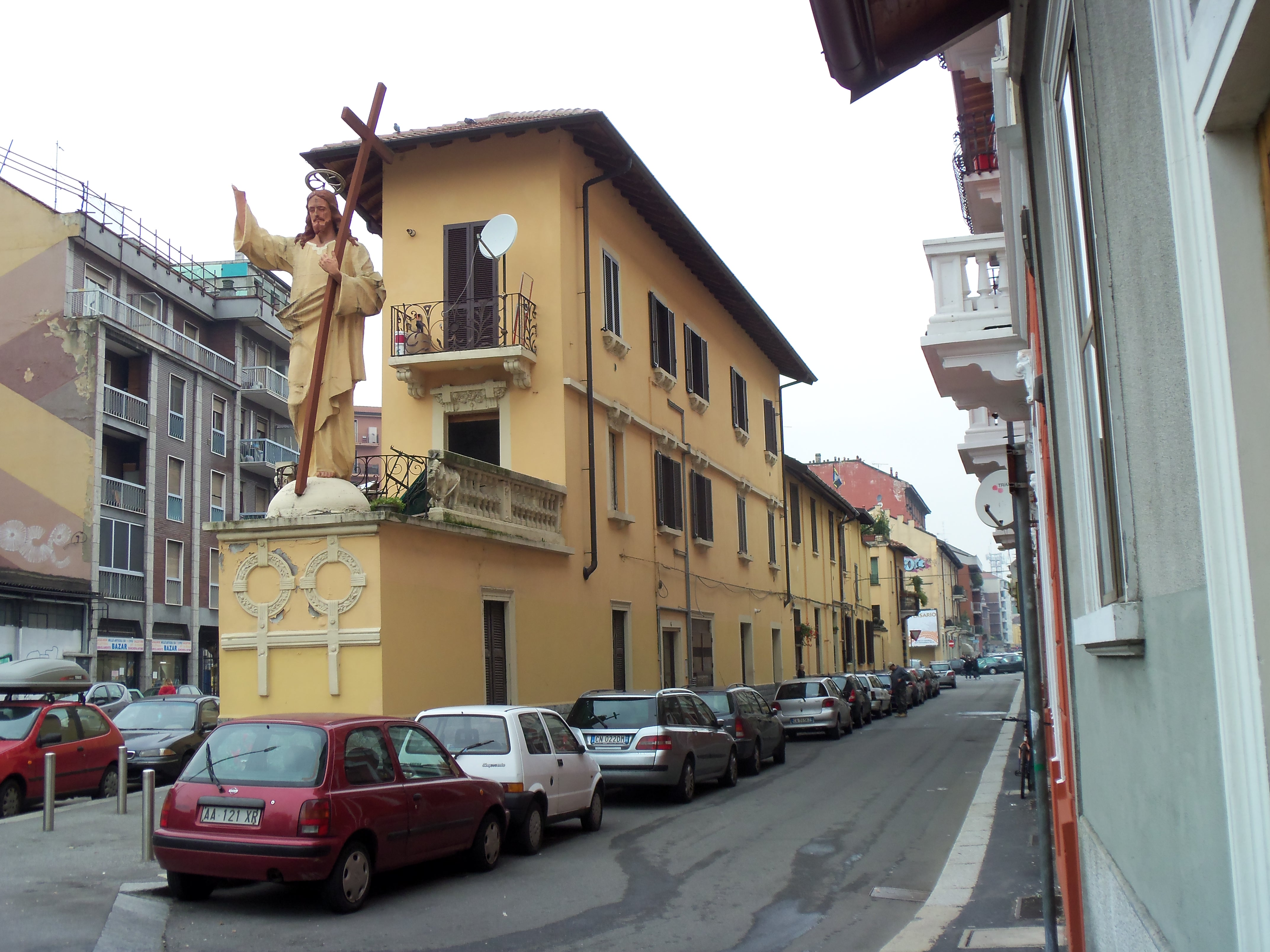
Nosedo, che fu comune autonomo fino al 1870

Subito dopo l'unificazione italiana, vennero avanzate le prime proposte ufficiali di annessione del Comune dei Corpi Santi, l'amministrazione dell'insieme delle cascine e dei borghi al di fuori della cerchia dei bastioni, ma non si giunse immediatamente a risultati concreti per l'opposizione dello stesso municipio extramurario.
Il problema dell'annessione fu apertamente sollevato in Consiglio comunale (quello di Milano, ovviamente) dall'assessore Servolini il 14 ottobre 1871. Egli affermò tra l'altro che: ”Gli incrementi del suburbio furono tutti conseguiti a spese della città”. Alla fine del lungo dibattito, il Consiglio comunale presentò istanza al Re affinché aggregasse al Comune di Milano il Comune dei Corpi Santi. Il decreto reale numero 1413 venne pubblicato l'8 giugno 1873: Milano divenne una grande città.
Conseguentemente il numero dei consiglieri comunali venne portato da 60 a 80 posti, di cui 61 riservati alla città di Milano, mentre i restanti 19 ai Corpi Santi.
Inglobando i Corpi Santi vennero annessi anche i borghi agricoli che lo costituivano, tra i quali le parrocchie della Barona, di Calvairate, del Gratosoglio, di Monluè e dei Tre Ronchetti, e le frazioni della Bovisa, della Ghisolfa e di San Siro.
Nel contempo, anche il grande circondario esterno alla città meneghina aveva conosciuto e stava conoscendo una profonda razionalizzazione amministrativa. Già ancora sotto la dominazione austriaca, il governo dell'imperatore Ferdinando si era allontanato dagli eccessi restauratori della gestione paterna, sopprimendo numerosi minuscoli municipi, tanto che dei 35 comuni più sopra descritti come resuscitati, ad inizio degli anni Quaranta ne erano sopravvissuti solo 25. Una più profonda opera di razionalizzazione amministrativa venne poi operata sotto i Savoia, che a fine anni Sessanta cancellarono vari altri paesi, riducendo i 25 predetti comuni a soli 13.

### La Milano attuale

Affori, che fu comune autonomo fino al 1923

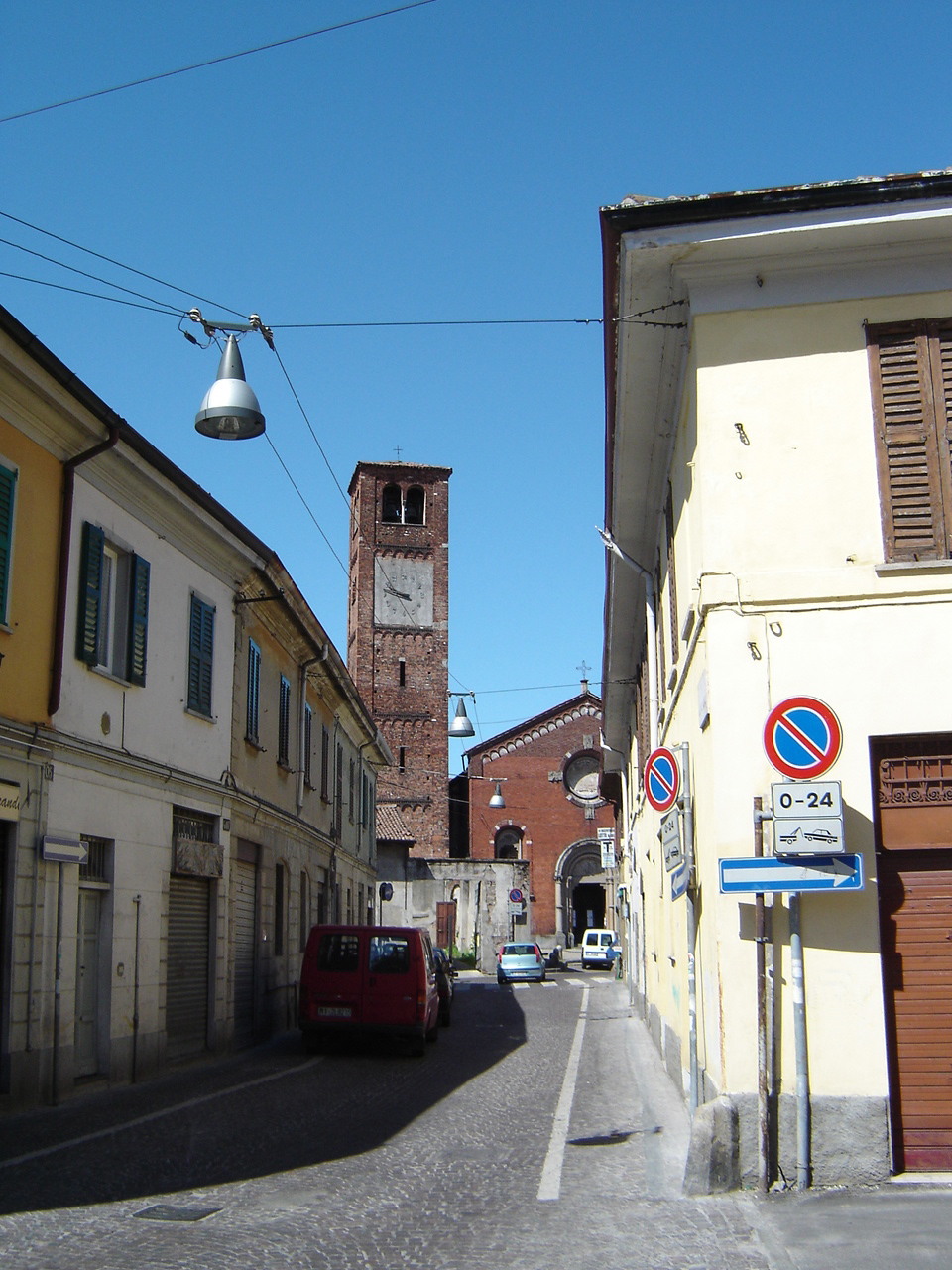
Baggio, che fu comune autonomo fino al 1923

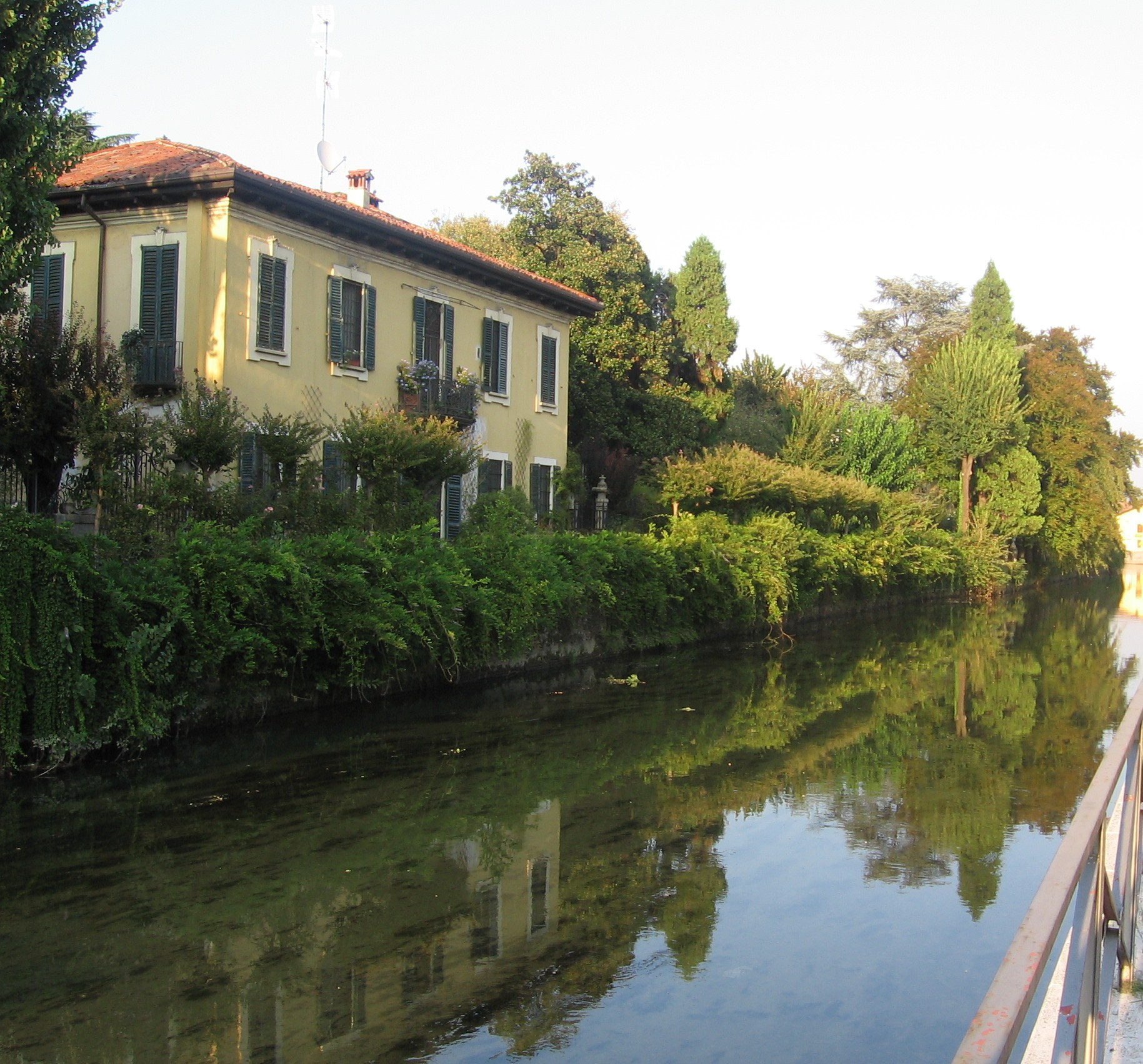
Crescenzago, che fu comune autonomo fino al 1923

L'odierna configurazione della metropoli meneghina fu disegnata nella prima metà del XX secolo.
L'annessione di Turro Milanese fu il frutto di un accidente storico. Nel 1918, in piena guerra mondiale, il municipio si trovava in posizione di totale debolezza, essendo commissariato da tre anni per la repentina crisi dell'amministrazione eletta nel 1914. Nell'impossibilità di procedere a nuove elezioni per lo stato bellico, con decreto luogotenenziale 31 gennaio 1918, nº 209, si preferì concedere il comune al sindaco di Milano anziché continuare con una lunghissima gestione emergenziale.
La grande riforma che portò Milano a dimensioni molto simili alle attuali fu decisa dal neoinsediato governo fascista nel 1923, quando undici comuni vennero annessi al capoluogo. I sindaci dei municipi soppressi divennero consiglieri comunali milanesi, e ad uno di loro fu riservato un posto in giunta.
I municipi che vennero soppressi furono:
- Affori, che a sua volta precedentemente, nel 1869, aveva inglobato Dergano e Bruzzano dei due Borghi oltre a Bresso, che però era ridivenuto autonomo nel 1884;
- Baggio, che a sua volta precedentemente, nel 1869, aveva inglobato Sellanuova e Muggiano, quest'ultimo già ingrandito nel 1841 acquisendo Assiano;
- Chiaravalle Milanese, che a sua volta precedentemente, nel 1870, aveva inglobato Nosedo, dopo aver già annesso Poasco nel 1841;
- Crescenzago;
- Gorla-Precotto, nato nel 1920 dall'unione tra Gorla Primo e Precotto;
- Greco Milanese (fino al 1863 Segnano), che a sua volta precedentemente, nel 1841, aveva inglobato Prato Centenaro;
- Lambrate, che a sua volta precedentemente, nel 1841, aveva inglobato Casa Nova e San Gregorio Vecchio;
- Musocco, che a sua volta precedentemente, nel 1869, aveva inglobato Boldinasco, Cassina Triulza, Garegnano, Roserio e Villapizzone, dopo aver già annesso Vialba nel 1841;
- Niguarda, che a sua volta precedentemente, nel 1841, aveva inglobato Bicocca;
- Trenno, che a sua volta precedentemente, nel 1869, aveva inglobato Figino di Milano, Quinto Romano e Quarto Cagnino,[12] dopo aver già annesso Lampugnano nel 1841;
- Vigentino (fino al 1893 Quintosole) che a sua volta precedentemente, nel 1869, aveva inglobato Vaiano Valle e Vigentino, dopo aver già annesso Macconago nel 1841.

Altri ritocchi territoriali furono di poco successivi. Dopo alcuni mesi, con decorrenza dal 23 gennaio 1924, furono annesse a Milano le frazioni di Lorenteggio dal comune di Corsico e Ronchetto sul Naviglio dal comune di Buccinasco. L'ultimo ingrandimento andò a regime dal 1º gennaio 1925, quando la frazione di Morsenchio fu staccata dal comune di Linate al Lambro, oggi non più esistente (è stato aggregato a Peschiera Borromeo), per essere incorporata al capoluogo insieme ad alcune porzioni del territorio di San Donato Milanese.
L'ultima significativa mutazione territoriale, a parte alcuni microscopici aggiustamenti nella seconda metà del XX secolo, fu operata stavolta in ribasso: per placare le polemiche della cittadinanza sandonatese conseguenti alla succitata rettifica della linea di confine in senso favorevole al municipio meneghino, nel 1932 il regime fascista decise di scorporare Poasco e una porzione dell'antico municipio chiaravallese dal comune di Milano, e assegnarle a San Donato Milanese a titolo di compensazione.
Nonostante l'imponente sviluppo urbanistico del tardo XX secolo col conseguente sviluppo di un conglomerato urbano nell'hinterland di Milano in continuità con Milano stessa, non si ebbero più ampliamenti territoriali del comune meneghino.

## Mappa dell'evoluzione territoriale di Milano

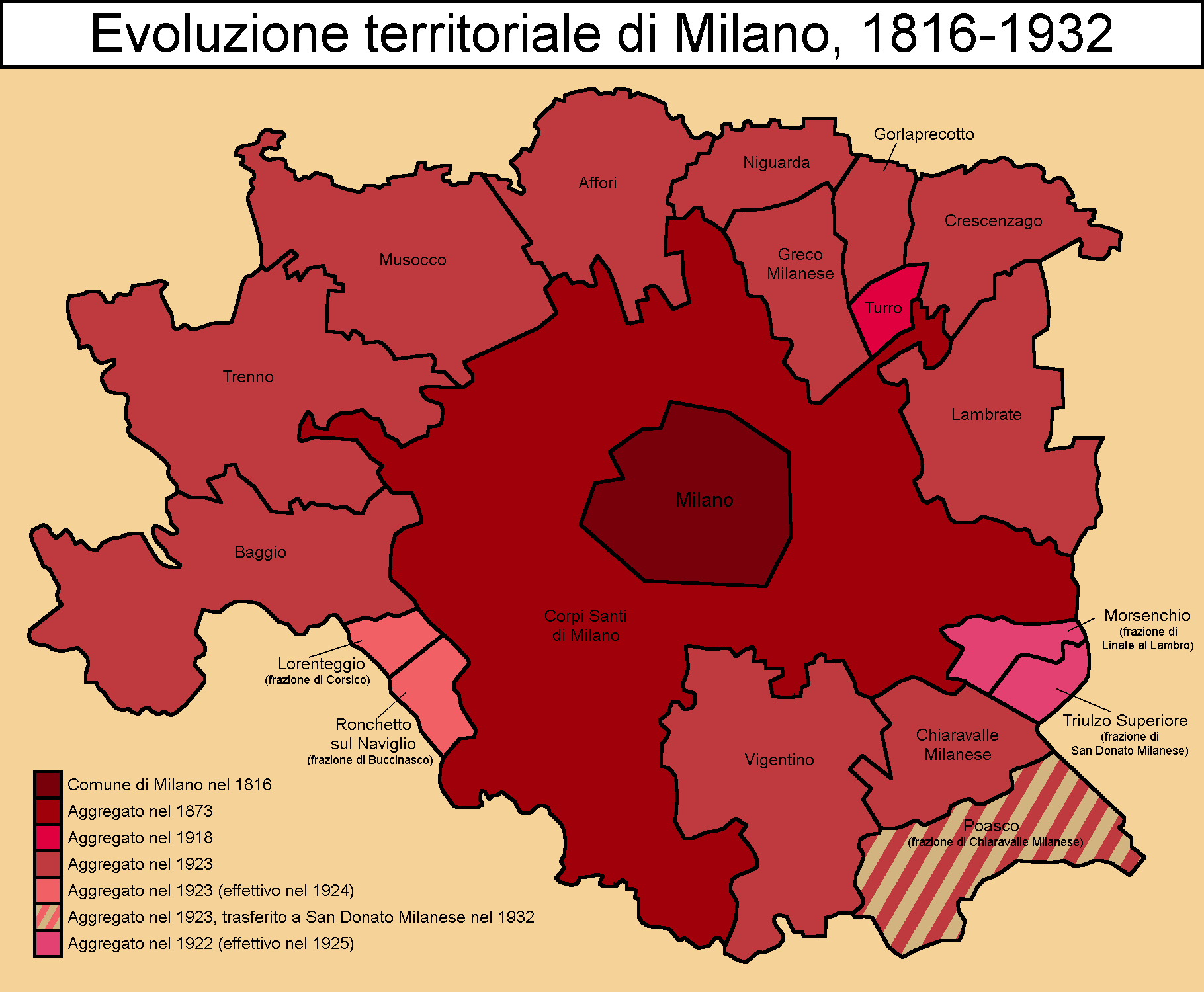
Cartina che mostra l'espansione del territorio del comune di Milano dal 1816 al 1932

## Quadro complessivo delle aggregazioni
| Comunità anteriori al 1757 | Aggregazioni del 1757 | Aggregazioni del 1841 | Aggregazioni del 1869 | Aggregazioni del 1923 |
| -------------------------- | --------------------- | --------------------- | --------------------- | --------------------- |
| Affori                     | Affori                | Affori                | Affori                | Milano                |
| Bruzzano                   | Bruzzano              | Bruzzano              | Affori                | Milano                |
| Dergano                    | Dergano               | Dergano               | Affori                | Milano                |
| Baggio                     | Baggio                | Baggio                | Baggio                | Milano                |
| Assiano                    | Assiano               | Muggiano              | Baggio                | Milano                |
| Cassina Malandra           | Assiano               | Muggiano              | Baggio                | Milano                |
| Cassina Moirano            | Assiano               | Muggiano              | Baggio                | Milano                |
| Muggiano                   | Muggiano              | Muggiano              | Baggio                | Milano                |
| Sellanuova                 | Sellanuova            | Sellanuova            | Baggio                | Milano                |
| Ronchetto                  | Ronchetto             | Ronchetto             | -                     | Milano                |
| Chiaravalle                | Chiaravalle           | Chiaravalle           | Chiaravalle           | Milano                |
| Nosedo                     | Nosedo                | Nosedo                | Chiaravalle           | Milano                |
| Lorenteggio                | Lorenteggio           | -                     | -                     | Milano                |
| Cimiano                    | Crescenzago           | Crescenzago           | Crescenzago           | Milano                |
| Crescenzago                | Crescenzago           | Crescenzago           | Crescenzago           | Milano                |
| Gorla                      | Gorla                 | Gorla                 | Gorla                 | Milano                |
| Pratocentenaro             | Pratocentenaro        | Segnano               | Greco                 | Milano                |
| Greco                      | Segnano               | Segnano               | Greco                 | Milano                |
| Segnano                    | Segnano               | Segnano               | Greco                 | Milano                |
| Casanova                   | Casanova              | Lambrate              | Lambrate              | Milano                |
| Cavriano                   | Lambrate              | Lambrate              | Lambrate              | Milano                |
| Lambrate                   | Lambrate              | Lambrate              | Lambrate              | Milano                |
| San Gregorio Vecchio       | San Gregorio Vecchio  | Lambrate              | Lambrate              | Milano                |
| Morsenchio                 | Morsenchio            | Morsenchio            | -                     | Milano                |
| Milano                     | Milano                | Corpi Santi           | Corpi Santi           | Milano                |
| Milano                     | Milano                | Milano                | Milano                | Milano                |
| Boldinasco                 | Boldinasco            | Boldinasco            | Musocco               | Milano                |
| Garegnano                  | Garegnano             | Garegnano             | Musocco               | Milano                |
| Musocco                    | Musocco               | Musocco               | Musocco               | Milano                |
| Quarto Oggiaro             | Musocco               | Musocco               | Musocco               | Milano                |
| Vialba                     | Vialba                | Musocco               | Musocco               | Milano                |
| Roserio                    | Roserio               | Roserio               | Musocco               | Milano                |
| Cassina Triulza            | Cassina Triulza       | Cassina Triulza       | Musocco               | Milano                |
| Villapizzone               | Villapizzone          | Villapizzone          | Musocco               | Milano                |
| Bicocca                    | Bicocca               | Niguarda              | Niguarda              | Milano                |
| Niguarda                   | Niguarda              | Niguarda              | Niguarda              | Milano                |
| Precotto                   | Precotto              | Precotto              | Precotto              | Milano                |
| Figino                     | Figino                | Figino                | Trenno                | Milano                |
| Quarto Cagnino             | Quarto Cagnino        | Quarto Cagnino        | Trenno                | Milano                |
| Quinto Romano              | Quinto Romano         | Quinto Romano         | Trenno                | Milano                |
| Lampugnano                 | Lampugnano            | Trenno                | Trenno                | Milano                |
| Cassina San Leonardo       | Trenno                | Trenno                | Trenno                | Milano                |
| Trenno                     | Trenno                | Trenno                | Trenno                | Milano                |
| Turro                      | Turro                 | Turro                 | Turro                 | Milano                |
| Macconago                  | Macconago             | Quintosole            | Vigentino             | Milano                |
| Selvanesco                 | Quintosole            | Quintosole            | Vigentino             | Milano                |
| Quintosole                 | Quintosole            | Quintosole            | Vigentino             | Milano                |
| Vaiano                     | Vaiano                | Vaiano                | Vigentino             | Milano                |
| Vigentino                  | Vigentino             | Vigentino             | Vigentino             | Milano                |